# Moto Blanco
Moto Blanco Es un dúo de DJs Ingleses de Música electrónica consiste de Danny Harrison y Arthur Smith.
Ellos también se unen regularmente con el productor británico Jon Cohen.

## Historia
Harrison y Smith nacieron en el sur de Londres y empezaron a incursionar en la producción musical mientras estaban en la escuela. Han publicado música bajo varios alias desde 1989 antes de cambiar a Moto Blanco en 2003 cuando se movieron a la producción comercial.

## Discografía

### Publicaciones
- Satisfied (2003)
- 3 AM (2004)
- Black Sugar (2005)

### Remixes
- Adele - Set Fire to the Rain (2011)
- Agnes - Release Me (2009)
- Akon - Dangerous (2008)
- Alexandra Burke con Flo Rida - Bad Boys (2009)
- Anastacia - Absolutely Positively (2009)
- Annie Lennox - Sing (2007)
- Booty Luv - Shine (2007)
- Brandy - Right Here (Departed) (2008)
- Brit & Alex - Let It Go (2008)
- Cee Lo Green - Cry Baby (2011)
- Cheryl Cole - Fight For This Love (2009)
- Christian Falk con Robyn - Dream On (2008)
- Ciara - Get Up (2006)
- D.O.N.S con Technotronic - Pump Up The Jam (2005)
- Daniel Merriweather - Red (2009)
- Dannii Minogue y Soul Seekerz - Perfection (2005)
- Enrique Iglesias - Can You Hear Me (2008)
- Enrique Iglesias con Sean Garrett - Away (2009)
- Enrique Iglesias con Ciara - Takin' Back My Love (2009)
- Erika Jayne - Stars (2008)
- Erika Jayne - Rollercoaster (2010)
- Esmée Denters - Outta Here (2009)
- Fergie - L.A. Love (La La) (2014)
- Flipsyde - When It Was Good (2009)
- Fugative - Crush (2010)
- Gabriella Cilmi - Hearts Don't Lie (2010)
- George Michael con Mutya Buena - This Is Not Real Love (2006)
- Janet Jackson - Make Me (2009)
- Janet Jackson - Feedback (2007)
- Jennifer Hudson - Spotlight (2008)
- Jennifer Hudson - Everybody Needs Love (2011)
- Jennifer Lopez - Do It Well (2007)
- Jennifer Lopez - Hold It Don't Drop It (2007)
- Jennifer Lopez - Louboutins (2010)
- Jessica Jarrell - Almost Love (2010)
- Jessie Malakouti - Standing Up For The Lonely (2010)
- Joe Jonas - Just in Love (2011)
- Keri Hilson con Ne-Yo & Kanye West - Knock You Down (2009)
- Lady GaGa - Paparazzi (2009)
- Leona Lewis - Bleeding Love (2007)
- Leona Lewis - Forgive Me (2008)
- Lionel Richie - I Call It Love (2006)
- Mariah Carey - I Want To Know What Love Is (2009)
- Mark Morrison - Innocent Man (2008)
- Mark Morrison con Tanya Stephens - Dance 4 Me (2008)
- Mary J. Blige - Be Without You (2005)
- Mary J. Blige - Just Fine (2008)
- Mary J. Blige - I Am (2010)
- Michelle Williams - We Break the Dawn (2008)
- Miley Cyrus - See You Again (2008)
- Mika - Love Today (2007)
- Mutya Buena - Real Girl (2007)
- Natalia Kills - Mirrors (2010)
- Natalia Kills con Will.i.am - Free (2011)
- Natasha Bedingfield - Angel (2007)
- Novena - When I'm With You (2009)
- Parade - Perfume (2011)
- Pussycat Dolls con Snoop Dogg - Bottle Pop (2009)
- Pussycat Dolls - I Hate This Part (2008)
- Pixie Lott - Boys And Girls (2009)
- Rihanna - Push Up On Me (2008)
- Rihanna - SOS (2006)
- Robin Thicke con Mary J. Blige - Magic (2008)
- Robin Thicke - Sex Therapy (2010)
- September - Resuscitate Me (2010)
- Shakira - She Wolf (2009)
- Shayne Ward - Gotta Be Somebody (2010)
- Shayne Ward - If That's OK with You (2007)
- Solange - I Decided - (2008)
- Sophie Ellis-Bextor - Catch You (2007)
- Timbaland con SoShy & Nelly Furtado - Morning After Dark (2009)
- The Saturdays - If This Is Love (2008)
- The Wanted - Gold Forever (2011)
- Will Young - Jealousy (2011)
- Wretch 32 con Example - Unorthodox (2011)
- Xpress 2 con David Byrne - Lazy (2008)
- Zoe Badwi - Freefallin (2010)